# Noasauridae
De Noasauridae zijn een groep theropode dinosauriërs die behoren tot de groep van de Abelisauroidea.
Een familie Noasauridae werd in 1980 benoemd door José Bonaparte om Noasaurus een plaats te geven.
Een klade Noasauridae werd voor het eerst gedefinieerd door Wilson in 2003: de groep bestaande uit Noasaurus leali en alle soorten nauwer verwant aan Noasaurus dan aan Carnotaurus sastrei. Paul Sereno sloot in zijn definitie van 2005 ook Coelophysis bauri en de huismus Passer domesticus uit, zodat de naam bruikbaar blijft, ook al zouden de Noasauriden een geheel andere verwantschap hebben dan de huidige analyses uitwijzen.
De Noasuridae vormen per definitie de zustergroep van de Abelisauridae binnen de Abelisauroidea. De groep bestaat uit kleinere roofsauriërs uit het Aptien tot Maastrichtien van Zuid-Amerika, Afrika, Madagaskar en India, (sub)continenten die zich van het supercontinent Gondwana hebben afgesplitst. Mogelijke andere van redelijk volledige resten bekende soorten zijn: Ligabueino, Masiakasaurus en Velocisaurus. Het kan zijn dat ook Deltadromeus en de nauw verwante Bahariasaurus Noasauriden zijn; in dat geval bevatte de groep ook zeer grote vormen.